# Ţabas-e Masīnā
Ţabas-e Masīnā (persiska: طبس مسينا, Ţabas Masīnā, Ţabas, Masīnā) är en ort i Iran.   Den ligger i provinsen Khorasan, i den östra delen av landet, 900 km öster om huvudstaden Teheran. Ţabas-e Masīnā ligger 1 296 meter över havet och antalet invånare är 3 776.
Terrängen runt Ţabas-e Masīnā är platt åt sydväst, men åt nordost är den kuperad.Runt Ţabas-e Masīnā är det glesbefolkat, med 12 invånare per kvadratkilometer. Ţabas-e Masīnā är det största samhället i trakten. Trakten runt Ţabas-e Masīnā är ofruktbar med lite eller ingen växtlighet.